# ABHD1
ABHD1 (англ. Abhydrolase domain containing 1) – білок, який кодується однойменним геном, розташованим у людей на 2-й хромосомі. Довжина поліпептидного ланцюга білка становить 405 амінокислот, а молекулярна маса — 45 207.
| 10         |  | 20         |  | 30         |  | 40         |  | 50         |
| ---------- |  | ---------- |  | ---------- |  | ---------- |  | ---------- |
| MLSSFLSPQN |  | GTWADTFSLL |  | LALAVALYLG |  | YYWACVLQRP |  | RLVAGPQFLA |
| FLEPHCSITT |  | ETFYPTLWCF |  | EGRLQSIFQV |  | LLQSQPLVLY |  | QSDILQTPDG |
| GQLLLDWAKQ |  | PDSSQDPDPT |  | TQPIVLLLPG |  | ITGSSQDTYV |  | LHLVNQALRD |
| GYQAVVFNNR |  | GCRGEELRTH |  | RAFCASNTED |  | LETVVNHIKH |  | RYPQAPLLAV |
| GISFGGILVL |  | NHLAQARQAA |  | GLVAALTLSA |  | CWDSFETTRS |  | LETPLNSLLF |
| NQPLTAGLCQ |  | LVERNRKVIE |  | KVVDIDFVLQ |  | ARTIRQFDER |  | YTSVAFGYQD |
| CVTYYKAASP |  | RTKIDAIRIP |  | VLYLSAADDP |  | FSPVCALPIQ |  | AAQHSPYVAL |
| LITARGGHIG |  | FLEGLLPWQH |  | WYMSRLLHQY |  | AKAIFQDPEG |  | LPDLRALLPS |
| EDRNS      |  |            |  |            |  |            |  |            |

A: Аланін

C: Цистеїн

D: Аспарагінова кислота

E: Глутамінова кислота

F: Фенілаланін

G: Гліцин

H: Гістидин

I: Ізолейцин

K: Лізин

L: Лейцин

M: Метіонін

N: Аспарагін

P: Пролін

Q: Глутамін

R: Аргінін

S: Серин

T: Треонін

V: Валін

W: Триптофан

Кодований геном білок за функціями належить до гідролаз, серинових естераз. 
Задіяний у такому біологічному процесі, як альтернативний сплайсинг. 
Локалізований у мембрані.